# Ragnar Berggren

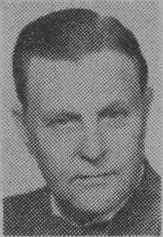
Ragnar Berggren

Carl Erik Ragnar Berggren, född 10 juni 1894 i Närs församling, Gotlands län, död 24 februari 1978 i Oskarshamn, var en svensk väg- och vattenbyggnadsingenjör. 
Berggren, som var son till fyrmästare Victor Berggren och Eleonora Krokstedt, avlade realskoleexamen vid Visby högre allmänna läroverk 1911 och civilingenjörsexamen vid Chalmers tekniska institut 1918. Han var anställd vid hamnstyrelsen i Göteborgs stad 1918–1920, vid stadsingenjörskontoret där 1920–1926 och stadsingenjör i Oskarshamns stad från 1926. Han var även stadsarkitekt (tills Nils Kårbo 1944 rekryterades till denna post) och föreståndare för Oskarshamns stads vattenverk. Han var vice ordförande i renhållningsstyrelsen, i stiftelsen Solgårdar och ledamot av brandstyrelsen. Ragnar Berggren är begravd på Gamla kyrkogården i Oskarshamn.